# سوء استفاده از جایگاه
سوء استفاده از جایگاه (انگلیسی: Inside job) جرمی است که با کمک فردی انجام می‌شود که در جایگاهی مورد اعتماد است و مسئول مکان یا روش استفاده از چیزی است که نظارت کمی روی آن وجود دارد یا هیچ نظارتی روی آن نیست. مانند یک کلیددار یا مدیر. مرتکب جنایت یا بزه، می‌تواند کارمند سابقی باشد که دانش یا ابزار ویژه و لازمی برای انجام جرم در اختیار دارد. از نمونه‌های آن می‌توان به اختلاس اشاره کرد. 